# 恵田町 (岡崎市)
恵田町（えたちょう）は、愛知県岡崎市の町名である。丁番を持たない単独町名であり、17の小字が設置されている。

## 地理
岡崎市の北西部に位置する。

### 小字
- 字大谷下（おおたにした）
- 字上坂下（かみさかした）
- 字北横（きたよこ）
- 字五反田（ごたんだ）
- 字胡麻草（ごまぐさ）
- 字三月ケ入（さんがつがいり）
- 字下坂下（しもさかした）
- 字下田（しもだ）
- 字丹坂前（たんざかまえ）
- 字天上田（てんじょうだ）
- 字西前田（にしまえだ）
- 字西三山（にしみやま）
- 字東前田（ひがしまえだ）
- 字東三山（ひがしみやま）
- 字藤倉（ふじくら）
- 字南横（みなみよこ）
- 字宮前（みやまえ）

## 世帯数と人口
2019年（令和元年）5月1日現在の世帯数と人口は以下の通りである。
| 町丁   | 世帯数 | 人口  |
| ------ | ------ | ----- |
| 恵田町 | 96世帯 | 263人 |

### 人口の変遷
国勢調査による人口の推移
| 1995年（平成7年）  | 311人 | [ 5 ] |  |
| 2000年（平成12年） | 316人 | [ 6 ] |  |
| 2005年（平成17年） | 314人 | [ 7 ] |  |
| 2010年（平成22年） | 290人 | [ 8 ] |  |
| 2015年（平成27年） | 271人 | [ 9 ] |  |

## 小・中学校の学区
市立小・中学校に通う場合、学区は以下の通りとなる。
| 番・番地等 | 小学校             | 中学校             |
| ---------- | ------------------ | ------------------ |
| 全域       | 岡崎市立恵田小学校 | 岡崎市立岩津中学校 |

## 歴史
額田郡恵田村を前身とする。
1889年に岩津村、八ツ木村、西阿知和村、東阿知和村、西蔵前村、東蔵前村、丹坂村、恵田村、駒立村で合併し岩津村となる。同日、恵田村廃止。
1928年から岩津町となる。1955年岩津町が岡崎市に編入され、岡崎市恵田町となった。

## 施設

岡崎市立恵田小学校

東海光学本社

- 岡崎市立恵田小学校
- 東海光学 本社
- FUJI 岡崎工場
- 恵田八幡宮
- 浄教寺

## その他

### 日本郵便
- 郵便番号 : 444-2107[3]（集配局：岩津郵便局[11]）。

## 参考資料
- 「角川日本地名大辞典」編纂委員会 編『角川日本地名大辞典 23 愛知県』角川書店、1989年3月8日。ISBN 4-04-001230-5。
- 有限会社平凡社地方資料センター 編『日本歴史地名体系第23巻 愛知県の地名』平凡社、1981年。ISBN 4-582-49023-9。